# مؤسسه (فیلم ۲۰۱۷)
مؤسسه (به انگلیسی: The Institute) فیلمی محصول سال ۲۰۱۷ و به کارگردانی جیمز فرانکو و پاملا رومانوسکی است. در این فیلم بازیگرانی همچون جیمز فرانکو، آلی گالرانی، تیم بلیک نلسون، لوری سینگر، پاملا اندرسون، جاش دوهامل، اریک رابرتس، ملیسا بولونا و اسکات هیز ایفای نقش کرده‌اند.